# 梅卡尼克斯堡 (印地安納州第開特縣)
梅卡尼克斯堡（英語：Mechanicsburg）是位於美國印地安納州第開特縣的一個非建制地區。該地的面積和人口皆未知。

## 地理
梅卡尼克斯堡的座標為39°20′14″N 85°22′01″W / 39.33722°N 85.36694°W，而該地的平均海拔高度為323米（即1060英尺）。